# 鳳囚凰 〜陰謀と裏切りの後宮〜
『鳳囚凰 〜陰謀と裏切りの後宮〜』（ほうしゅうおう いんぼうとうらぎりのこうきゅう、原題：鳳囚凰）は、2018年の中国のテレビドラマ。全54話。主演は関暁彤（グァン・シャオトン）、宋威龍（ソン・ウェイロン）。

## 登場人物

### 主要人物
劉楚玉/劉楚琇
演 - 関暁彤（グァン・シャオトン）
南朝劉宋の山陰公主
容止
演 - 宋威龍（ソン・ウェイロン）
南朝劉宋の郎君
霍璇/楽蘊
演 - 白鹿（バイ・ルー）
飛鳳将軍
劉子業
演 - 張逸傑（チャン・イージェ）
南朝劉宋の廃帝
王意之
演 - 張馨予（チャン・シンユー）

拓跋昀
演 - 米熱（ミー・ルー）
北魏康王
花錯
演 - 李宗霖
容止の門客
馮亭
演 - 呉謹言
北魏の少女太后

### その他
王憲嫄
演 - 楊明娜

馬雪雲
演 - 趙露思

沈遇
演 - 許凱（シュー・カイ）

拓跋弘
演 - 石雲鵬

拓跋羽
演 - 于垚

拓跋宏
演 - 張博文

王沢
演 - 王一哲

馬中良
演 - 王茂蕾

清越
演 - 呉佳怡

蘭若
演 - 付枚

斉太妃
演 - 林静

彭戈
演 - 譚旭

劉刺史
演 - 衛羽

観滄海
演 - 趙順然

胭脂
演 - 賈川西

楊刺史
演 - 易勇

琴姑
演 - 陳昊明

潘公公
演 - 楊旻詠

碧喜
演 - 徐麗萩莎

趙祥
演 - 陸思雨

月牙
演 - 呉霜

趙斉
演 - 王建国

呉長史
演 - 陳鏡宇

柳色
演 - 盧卓

幼藍
演 - 張訳兮

桓遠
演 - 洪堯

何戢
演 - 朱戩

宗越
演 - 向昊

沈攸之
演 - 李中煜

裴述
演 - 孫亦凡

墨香
演 - 金澔辰

劉彧
演 - 劉恩尚

鍾年年
演 - 張南

劉休仁
演 - 姜彭

沈慶之
演 - 楊洪武

江淹
演 - 趙弈欽

劉英媚
演 - 施景子

姜産之
演 - 耿墅

陳美人
演 - 夢秦

何邁
演 - 王宇奇

王貞風
演 - 陳雅瀾

劉子鸞
演 - 郭紫銘

劉休祐
演 - 李歌洋

百里流桑
演 - 葉晟彤

霍超
演 - 任希鴻

華愿児
演 - 鄭龍

天機閣主/顧歓
演 - 何奉天（フー・フォンティエン）

越捷飛
演 - 張超人

粉黛
演 - 高雨児

天如鏡
演 - 劉沢群

蕭道成
演 - 利晴天

殷淑儀
演 - 楊青倩

劉昶
演 - 黄俊彬

封紅袖
演 - 李春媛

宇文雄
演 - 劉顧浩

鶴絶
演 - 郎鵬

斉桓
演 - 陳鵬万里

何俊霜
演 - 司馬軍

荷葉
演 - 葉可児

薛咸
演 - 周紀偉

林木
演 - 王修沢

桓温
演 - 李家成
晋の駙馬
司馬興男
演 - 柴蔚
桓温の妻

## 挿入歌
- 『鳳囚凰』 - 作詞：于正（ユー・ジョン）、作曲：譚玄、演唱：白鹿（バイ・ルー）
- 『江南恨』 - 作詞：于正（ユー・ジョン）、作曲：陸虎、演唱：陸虎